# Dunstanoides kochi
Dunstanoides kochi är en spindelart som först beskrevs av Forster och Wilton 1973.  Dunstanoides kochi ingår i släktet Dunstanoides och familjen Amphinectidae. Inga underarter finns listade i Catalogue of Life.